# Prado - République
Prado - République est l'un des dix quartiers de la ville de Cannes, ainsi dénommé car il est traversé du nord au sud par le boulevard du même nom sur lequel aboutit transversalement l'avenue du Prado partagée avec le quartier Californie - Pézou voisin.

## Géographie

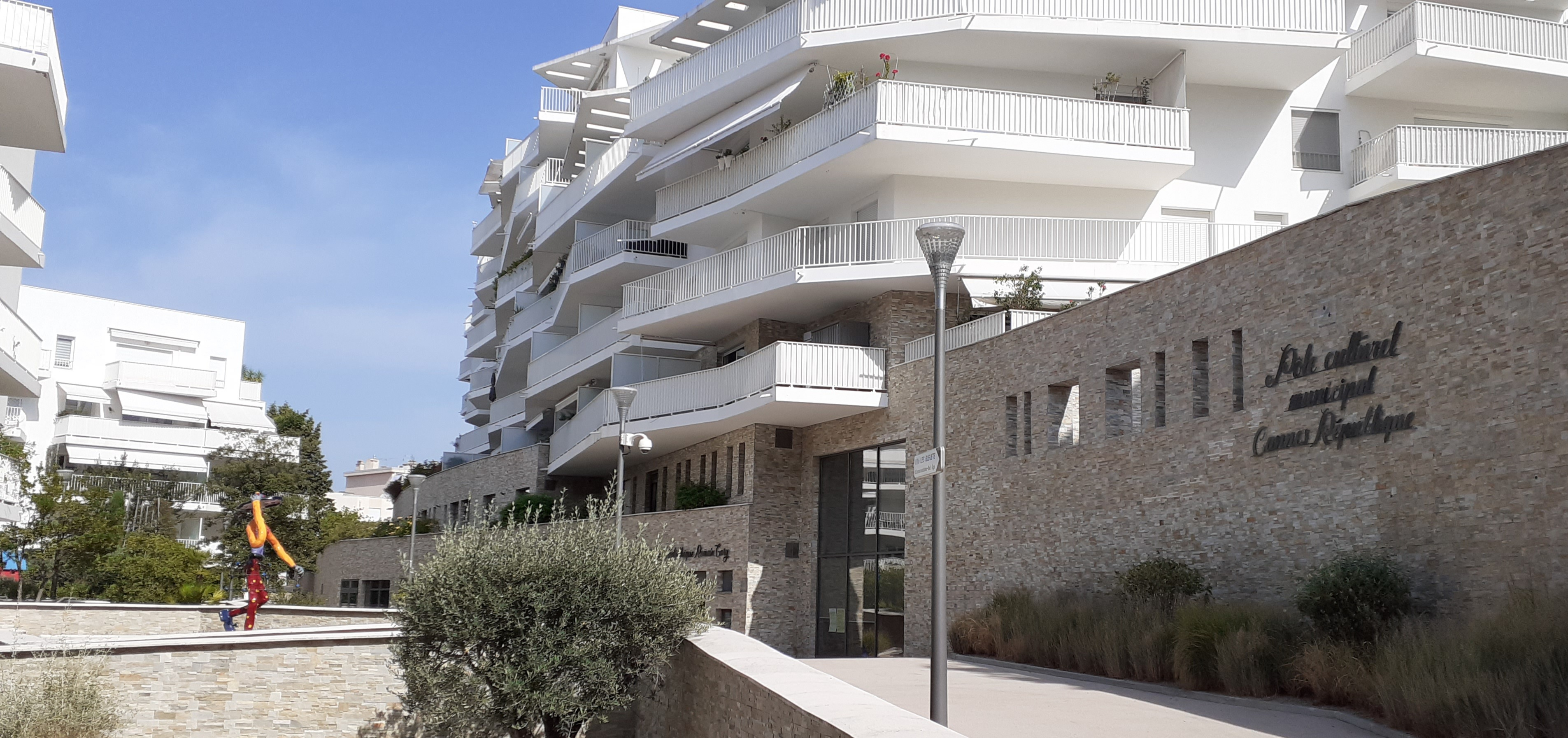
Vue sur le Pôle culturel municipal de Cannes-République en pierres de parement

Le quartier Prado - République est entouré, à l'ouest, par le quartier Carnot délimité par l'avenue du Maréchal Galliéni, la rue Reyer, à nouveau la rue du Maréchal Galliéni, la rue Lord Byron et la rue Walter Scott, au nord, par la commune du Cannet délimitée par l'avenue de Lyon et l'ancien chemin du Pézou, à l'est, par le quartier Californie - Pézou délimité par l'avenue Paul Guigou, l'avenue Commandant Bret, l'avenue Prado-Provence, l'avenue du Grand Pin, l'avenue Prince de Galles, la rue Marcelin-Berthelot et le boulevard de la République, et, au sud, par le quartier du centre-ville, délimité par le boulevard de la Première-Division-française-libre que traverse le boulevard de la République jusqu'à la rue d'Antibes.

## Urbanisme

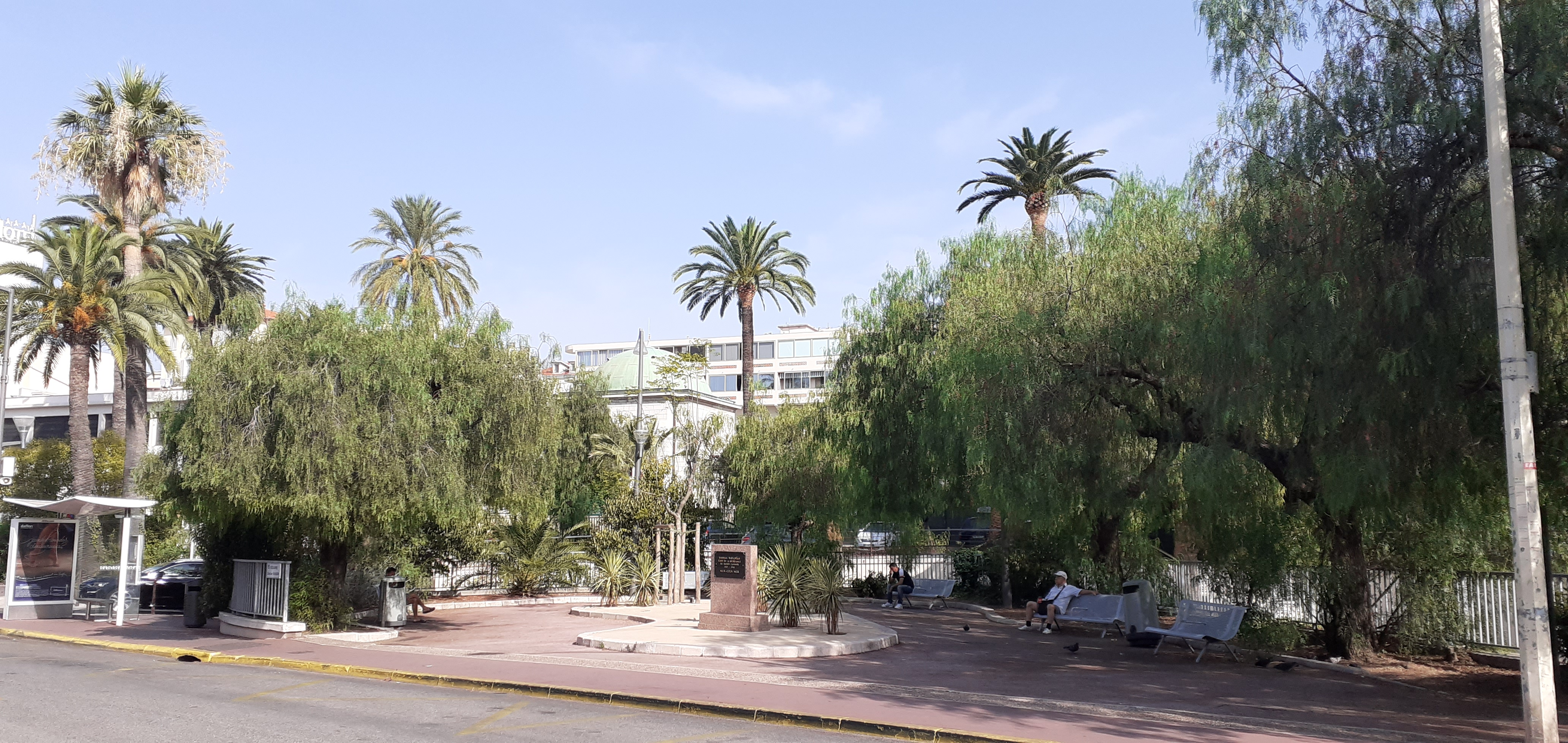
Square Stephan Vahanian dans le quartier de Prado-République avec la synagogue en second plan

L'une des deux synagogues de Cannes se trouve au no 20 du boulevard d'Alsace.

## Éducation
Le Lycée professionnel les Coteaux se trouve 4 à 6 chemin Morgon, l'École supérieure de commerce, de communication et de gestion 5 rue Migno, le Lycée technique Jules Ferry 82 boulevard de la République et le Lycée Bristol 10 avenue Saint-Nicolas.

## Protection du patrimoine
Nombre d'édifices du quartier Prado-République sont inscrits à l'inventaire général du patrimoine culturel au titre du recensement du patrimoine balnéaire de Cannes.

### Galerie

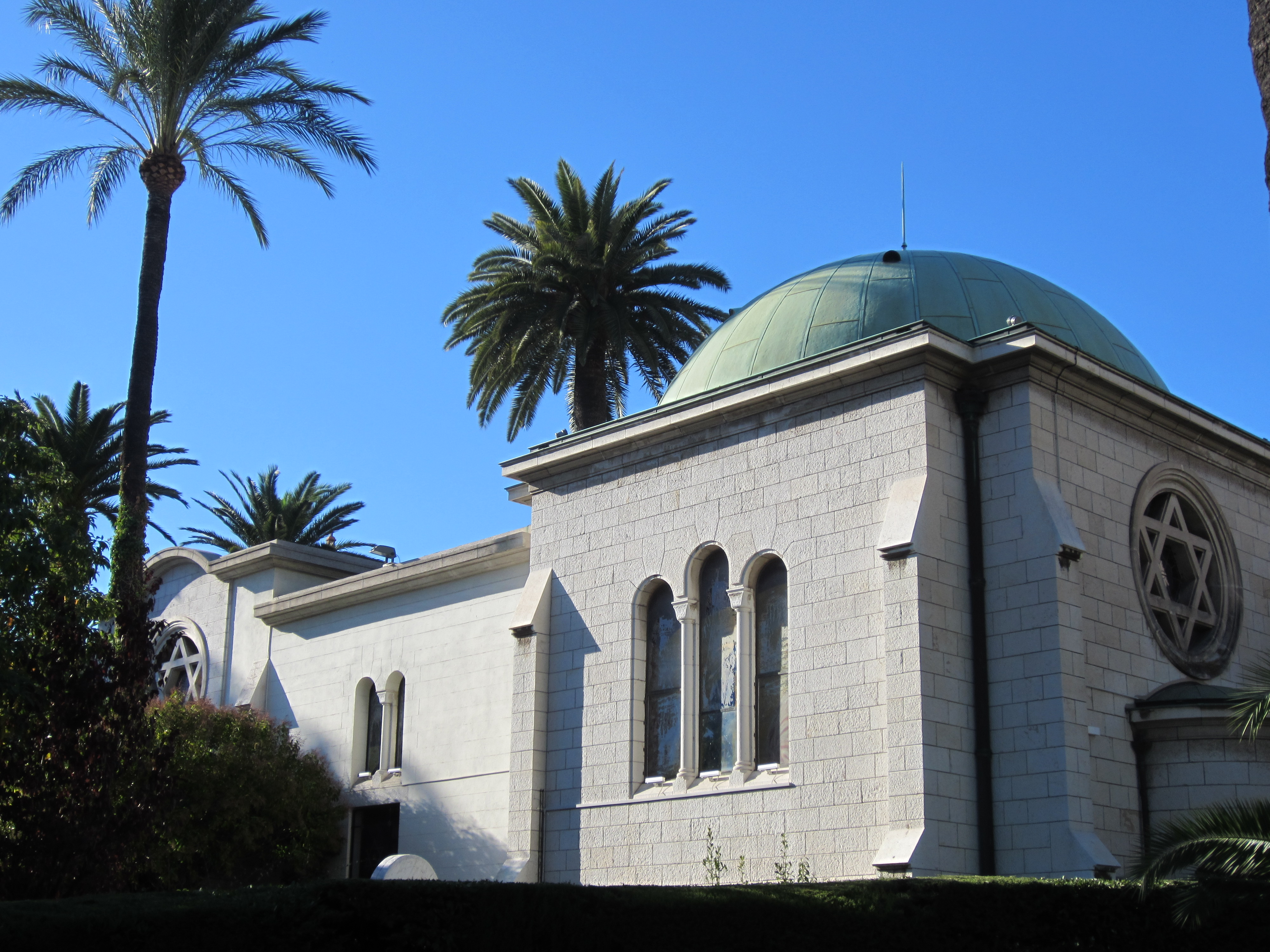
Synagogue de Cannes, 20 boulevard d'Alsace